# Porin (Musikpreis)

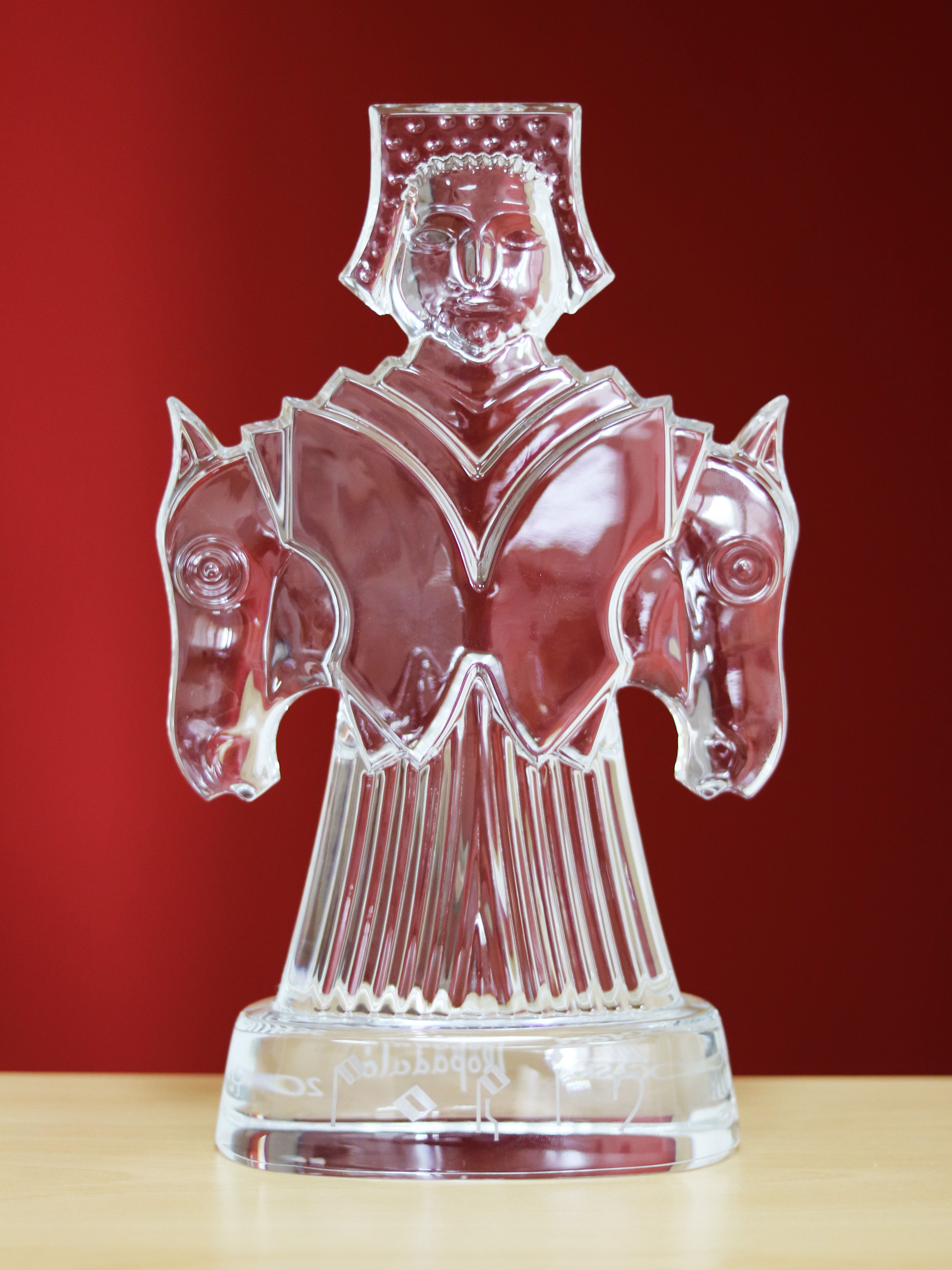
Porin-Statuette 2015

Der Porin ist ein kroatischer Musikpreis und wird seit 1993 jährlich vergeben. Die Herausgeber sind der Verband kroatischer Komponisten, die Hrvatska Radiotelevizija, die Kroatische Musikunion und der Kroatische Diskografieverband. Der Porin gilt als der bedeutendste kroatische Musikpreis.
Die Gründer des Preises sind der Diskograf Veljko Despot, der Komponist Zrinko Tutić und der Komponist Dražen Vrdoljak.
Der Porin wird in 43 Kategorien verliehen. Von diesen teilen sich 38 Kategorien auf einheimische Musik und fünf auf ausländische Musik auf. 

## Preisträger in den bedeutendsten Kategorien

### Der Song des Jahres
- 1994 Cesarica, Oliver Dragojević
- 1995 Sve još miriše na nju, Parni valjak
- 1996 23. prosinac, Tony Cetinski
- 1997 Ako me nosiš na duši, Gibonni
- 1998 Apokalipso, Darko Rundek
- 1999 Jugo, Marijan Ban und Giuliano
- 2000 Činim pravu stvar, Gibonni
- 2001 Ruzinavi brod, Marijan Ban
- 2002 Oprosti, Gibonni
- 2003 Sve bi da za nju, Oliver Dragojević
- 2004 Čarobno jutro, Nina Badrić
- 2005 Nostalgična, The Beat Fleet
- 2006 Treblebass, Svadbas
- 2007 Anđeo u tebi, Gibonni
- 2008 nominiert sind: Dalmatinska duša prava, Hari Rončević; Igra bez granica, Toše Proeski und Na zapadu, Jinx

### Album des Jahres
- 1994 Lupi petama, Prljavo Kazalište
- 1995 Buđenje, Parni valjak
- 1996 Bez struje: Live in ZeKaeM, Parni valjak
- 1997 Oliver u Lisinskom, Oliver Dragojević
- 1998 Fred Astaire, Pips, Chips & Videoclips
- 1999 Žena dijete, Urban
- 2000 Judi, zviri i beštimje, Gibonni
- 2001 Dvi, tri riči, Oliver Dragojević
- 2002 Mirakul, Gibonni
- 2003 Pjesma je moj život, Gabi Novak
- 2004 Ljubav, Nina Badrić
- 2005 Na zlu putu, Arsen Dedić
- 2006 Vridilo je, Oliver Dragojević
- 2007 Unca fibre, Gibonni
- 2008 nominiert sind: Galerija Tutnplok, TBF; Knjiga žalbe, Hladno Pivo und Na zapadu, Jinx

### Der beste männliche Interpret
- 1994 Oliver Dragojević für Cesarica
- 1995 Oliver Dragojević für das Album Neka nova svitanja
- 1996 Tony Cetinski für 23. prosinac
- 1997 Oliver Dragojević für das Album Oliver u Lisinskom
- 1998 Darko Rundek für Apokalipso
- 1999 Tony Cetinski für das Album A1
- 2000 Goran Karan für das Album Kao da te ne volim
- 2001 Oliver Dragojević für das Album Dvi, tri riči
- 2002 Oliver Dragojević für das Album Oliver u Areni
- 2003 Oliver Dragojević für das Album Trag u beskraju
- 2004 Massimo für den Song Znam zašto te osjećam
- 2005 Massimo für den Song Bacila je sve niz rijeku
- 2006 Massimo für den Song Ne plači (live)
- 2007 Massimo für den Song Da mogu
- 2008 nominiert sind: Jacques Houdek für den Song Zauvijek tvoj; Kristijan Beluhan für den Song Istina und Marko Tolja für den Song Morska rijeka

### Die beste weibliche Sängerin
- 1994 Radojka Šverko für Žena
- 1995 Josipa Lisac für Po prvi put
- 1996 Josipa Lisac für das Album Koncert u čast Karla Metikoša
- 1997 Maja Blagdan für Sveta ljubav
- 1998 Nina Badrić für das Album Personality
- 1999 Vanna für das Album Ispod istog neba
- 2000 Vanna für Daj mi jedan dobar razlog
- 2001 Nina Badrić für das Album Nina
- 2002 Zdenka Kovačiček für das Album Ja živim svoj san
- 2003 Gabi Novak für das Album Pjesma je moj život
- 2004 Nina Badrić für den Song Čarobno jutro
- 2005 Meri Trošelj für den Song Speak to Me
- 2006 Tamara Obrovac für den Song Daleko je... (Tarantella)
- 2007 Tina Vukov für den Song Il Treno per Genova
- 2008 nominiert sind: Nina Badrić für den Song Da se opet tebi vratim; Tamara Obrovac für den Song U prolazu und Zorica Kondža für den Song Lipi moj

### Die beste Gruppe des Jahres
- 1994 E.T. für Tek je 12 sati
- 1995 Parni Valjak für Sve još miriše na nju
- 1996 Parni Valjak für das Album Bez struje: Live in ZeKaeM
- 1997 Divas für Sexy Cool
- 1998 Parni Valjak für das Album Samo snovi teku uzvodno
- 1999 Cubismo für das Album Viva la Habana, Suen... S
- 2000 Divas für das Album Divas
- 2001 Cubismo für das Album Motivo Cubano
- 2002 Parni Valjak für das Album Kao nekad: Live at SC
- 2003 Cubismo für Junglesalsa
- 2004 Hladno Pivo für Zimmer Frei
- 2005 The Beat Fleet für Nostalgičnu
- 2006 Parni valjak für den Song Prazno tijelo
- 2007 E.N.I für den Song Oči su ti ocean
- 2008 TBF für den Song Smak svita

### Der größte Hit des Jahres
Der Porin für den Hit des Jahres wurde bis 2003 verliehen. 
- 1994 Cesarica, Oliver Dragojević
- 1995 Da ti nisam bila dovoljna, ET
- 1996 Afrika, Dino Dvornik
- 1997 Sexy Cool, Divas
- 1998 Apokalipso, Darko Rundek
- 1999 Jugo, Marijan Ban und Giuliano
- 2000 Činim pravu stvar, Gibonni
- 2001 Godinama, Dino Merlin und Ivana Banfić
- 2002 Tamo gdje je sve po mom, Jinx
- 2003 Trag u beskraju, Oliver Dragojević

### Der beste Videospot
- 1994 Denis Wolhfart für die Regie im Spot Tek je 12 sati, E.T.
- 1995 Denis Wolhfart für die Regie im Spot Ne traži ljubav, E.T.
- 1996 Radislav Jovanov Gonzo für die Regie im Spot Starfucker, Psihomodo pop
- 1997 Mene ne zanima, Majke
- 1998 Apokalipso, Darko Rundek
- 1999 Black Tattoo, Urban i 4
- 2000 Goran Kulenović für die Regie im Spot Politika, Hladno Pivo
- 2001 Radislav Jovanov Gonzo für die Regie im Spot Ay Mi Cuba, Cubismo
- 2002 Zoran Pezo für die Regie im Spot Oprosti, Gibonni
- 2003 Maurizio Ferlin für die Regie im Spot Libar, Gibonni
- 2004 Goran Kulenović für die Regie im Spot Zimmer Frei, Hladno Pivo
- 2005 Andrej Korovljev für die Regie im Spot Pržiiii, Edo Maajka
- 2006 Radislav Jovanov Gonzo für die Regie im Spot Ero s onoga svijeta, Let3
- 2007 Radislav Jovanov Gonzo für die Regie im Spot Dijete u vremenu, Let3

### Das beste Rock-Album
- 1994 Džinovski, Hladno Pivo
- 1995 Pustinje, Laufer
- 1996 Dernjava, Pips, Chips & Videoclips
- 1997 Kradljivci srca, Vještice
- 1998 S vremena na vrijeme, Prljavo Kazalište
- 1999 Dani ponosa i slave, Prljavo Kazalište
- 2000 Bog, Pips, Chips & Videoclips
- 2001 Debakl, Psihomodo pop
- 2002 Izgubljen i nađen, Bare i Plaćenici
- 2003 Ararita, Lvky
- 2004 Šamar, Hladno Pivo
- 2005 Maxon Universal, The Beat Fleet
- 2006 Bombardiranje Srbije i Čačka, Let3
- 2007 F.F., Gustafi

### Das beste Album in der Kategorie Pop und Schlagermusik
Der Porin für das beste Album in der Kategorie Pop und Schlagermusik wird seit 1998 verliehen.
- 1998 Personality, Nina Badrić
- 1999 A1, Tony Cetniski
- 2000 Judi, zviri i beštimje, Gibonni
- 2001 Motivo Cubano, Cubismo
- 2002 Mirakul, Gibonni
- 2003 Pjesma je moj život, Gabi Novak
- 2004 Ljubav, Nina Badrić
- 2005 Na zlu putu, Arsen Dedić
- 2006 Budi uz mene, Tony Cetinski
- 2007 Unca fibre, Gibonni

### Das beste Album in der Kategorie Urban- und Klubmusik
Der Porin in der Kategorie Urban- und Klubmusik wird unter diesem Namen seit 2002 verliehen. Im Jahre 2001 wurde er unter dem Namen Porin für das beste Hip-Hop-Album verliehen.
- 2001 Lovci na šubare, Bolesna braća
- 2002 Svaki pas ima svoj dan, El Bahatee
- 2003 Junglesalsa, Cubismo
- 2004 The Bastardz Go Jazzy Live, The Bastardz
- 2005 No sikiriki, Edo Maajka
- 2006 Leut Magnetik, Leut Magnetik
- 2007 Androida Remixed, Putokazi

### Newcomer des Jahres
- 1994 Maja Blagdan
- 1995 Alen Vitasović
- 1996 The Bastardz
- 1997 Divas
- 1998 Songkillers
- 1999 Kultura
- 2000 Teens
- 2001 Flare
- 2002 Dalmatino
- 2003 Edo Maajka
- 2004 Jacques Houdek
- 2005 Natali Dizdar
- 2006 Gego i Picigin band
- 2007 Tina Vukov
- 2008 nominiert sind: Ivo Gamulin Gianni; Kristijan Beluhan und Marko Tolja